# Epitaph der Familie Briegel

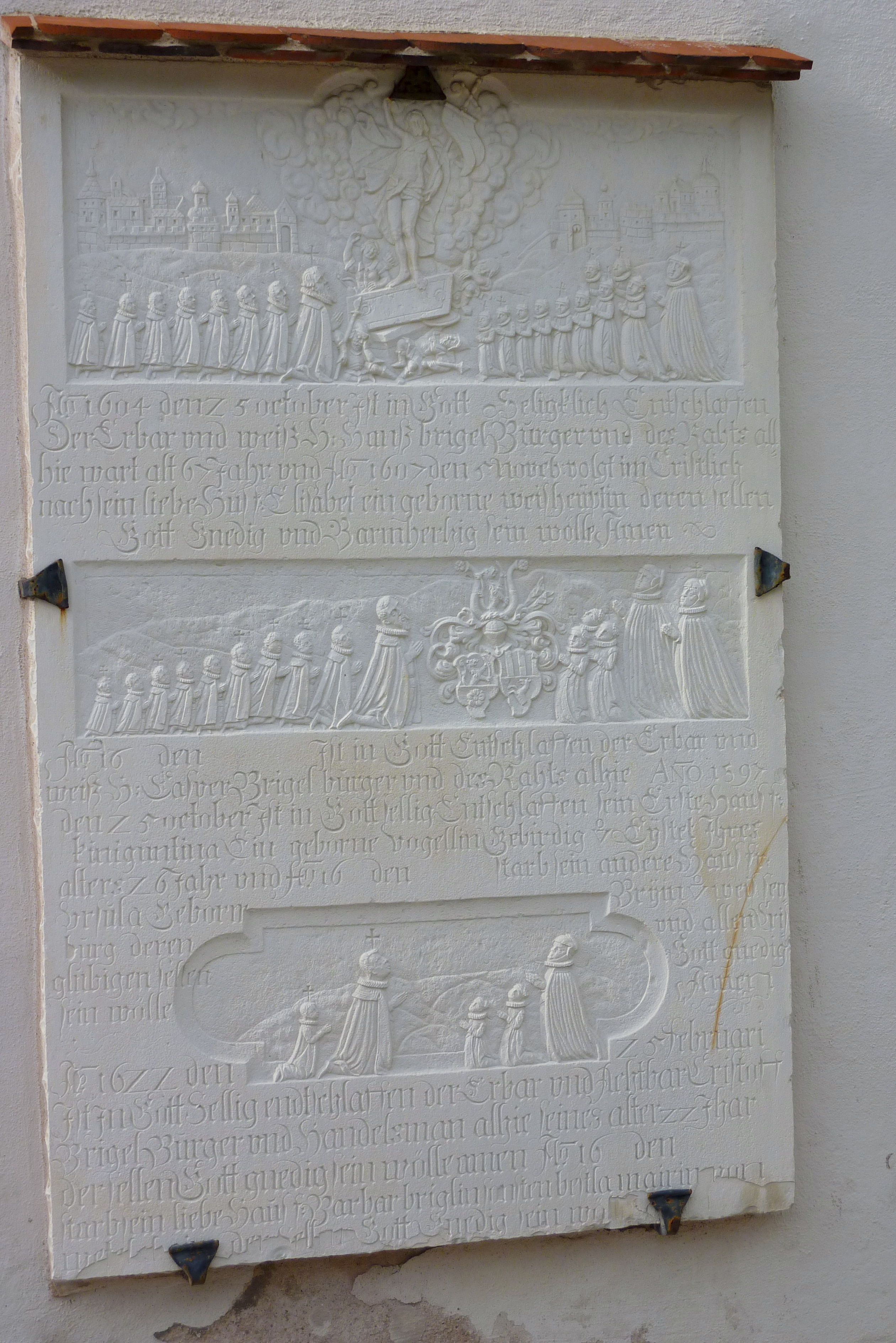
Epitaph der Familie Briegel

Das Epitaph der Familie Briegel ist ein Epitaph aus Jura-Marmor der Region, das sich links neben dem Eingang zur Galluskirche in Pappenheim im mittelfränkischen Landkreis Weißenburg-Gunzenhausen in Bayern befindet. Es zeigt die Genealogie der Familie Briegel über drei Generationen.

## Beschreibung
Im oberen Teil ist vor dem Hintergrund des himmlischen Jerusalems die Auferstehung Christi dargestellt. Christus entsteigt dem Grab mit der Osterfahne in der linken Hand, dabei werden die wachenden Soldaten zu Boden geschleudert. Dieser Szene zugewandt ist links Hans Briegel mit seinen sieben Söhnen zu sehen, wobei fünf Söhne mit einem Kreuz über dem Haupt als bereits verstorben gekennzeichnet sind. Rechts der zentralen Auferstehungsszene ist Elisabeth Briegel mit ihren zehn Töchtern zu sehen, von denen sechs als bereits verstorben gekennzeichnet sind. Darunter befindet sich die Inschrift: 
„A(nn)o. 1604 den 25 october Ist in Gott Selligklich Entschlaffen Der Erbar und weiß H:(err) Hanß brigel Burger und des Rahts all hie wart alt 67 Jahr und A(nn)o. 1607 den 5 Noveb: volgt im Cristlich nach sein liebe Husf:(rau) Elisabet eine geborene weisheuptin deren sellen Gott Gnedig und Barmhertzig sein wolle Amen“
Unter dieser Inschrift befindet sich das Familienwappen der Briegels. Links davon betet kniend  Caspar Briegel mit seinen neun Söhnen, von denen sieben bereits verstorben waren. Rechts davon sind seine zwei Töchter, von denen eine verstorben war, und seine zwei Frauen zu sehen. Diese sind mit einer Haube dargestellt. Die Inschrift lautet:
„A(nn)o. 16 [ ] Ist in Gott Entschlaffen der Erbar und weiß H:(err) Caspar Brigel burger und des Rahts allhie AN(n)O. 1597 den 25 october Ist in Gott sellig Entschlaffen sein Erste Hausf:(rau) kiniguntina Ein geborne Vogellin Gebirdig vo(n) Eystet Ihres alters 26 und A(nn)o. 16 [ ] starb sein andere Hausfr:(au) Ursula Geborn[e) [Bildteil] vo(n) weissenburg deren [Bildteil] und allen Crist glubigen sellen [Bildteil] Gott gnedig sein wölle [Bildteil] Amen“
Der Auftraggeber des Epitaphs, Caspar Briegel, und seine Frau waren zur Zeit der Anfertigung am Leben. Ihre Todesdaten hätten in den Lücken ergänzt werden sollen, was jedoch nicht geschah. Caspar Briegel starb im April und seine Frau im Mai 1626. 
Im dritten und unteren Teil fehlt ein Zentrum, dem sich die Knienden hinwenden könnten. Die Inschrift, die dem mit 22 Jahren gestorbenen Christof Briegel gilt, ist eng angeordnet und nutzt den vorhandenen Platz auf dem Stein vollkommen aus. Christof Briegel, der Sohn von Caspar Briegel, war verheiratet und hatte drei Kinder, von denen die zwei Mädchen noch lebten. Die Inschrift lautet:
„A(nn)o. 1604 den [Bildteil] 25 Februari Ist In Gott sellig endtschlaffen der Erbar und Achtbar Christoff Brigel Burger und Handelsman alhie seines alter 22 Jhar der sellen Gott gnedig sein wölle amen A(nno) 16[ ] den [ ] starb sein liebe Hausf:(rau) Barbar brigelin sonsten bestla bestla mairin von wetelsheim der sellen Gott Gnedig sein wölle Amen“